# Dolignon
Dolignon ist eine französische Gemeinde mit 35 Einwohnern (Stand 1. Januar 2022) im Département Aisne in der Region Hauts-de-France. Sie gehört zum Arrondissement Vervins und zum Gemeindeverband Portes de la Thiérache.

## Geographie
Die Gemeinde Dolignon liegt im Südosten der Landschaft Thiérache in einem Seitental der Serre, 18 Kilometer südöstlich von Vervins. Nachbargemeinden von Dolignon sind Morgny-en-Thiérache im Norden, Chéry-lès-Rozoy im Osten und Südosten sowie Sainte-Geneviève im Südwesten und Westen.

## Geschichte
Während des Ersten Weltkriegs waren in der Kirche des Dorfes Saint-Michel zeitweise deutsche Soldaten einquartiert.

### Bevölkerungsentwicklung
1793 zählte der Ort 145 Einwohner. 1821 erreichte die Bevölkerungszahl mit 217 Menschen den höchsten Wert.
| Jahr      | 1962 | 1968 | 1975 | 1982 | 1990 | 1999 | 2006 | 2012 | 2021 |
| Einwohner | 88   | 84   | 80   | 78   | 55   | 45   | 56   | 55   | 40   |

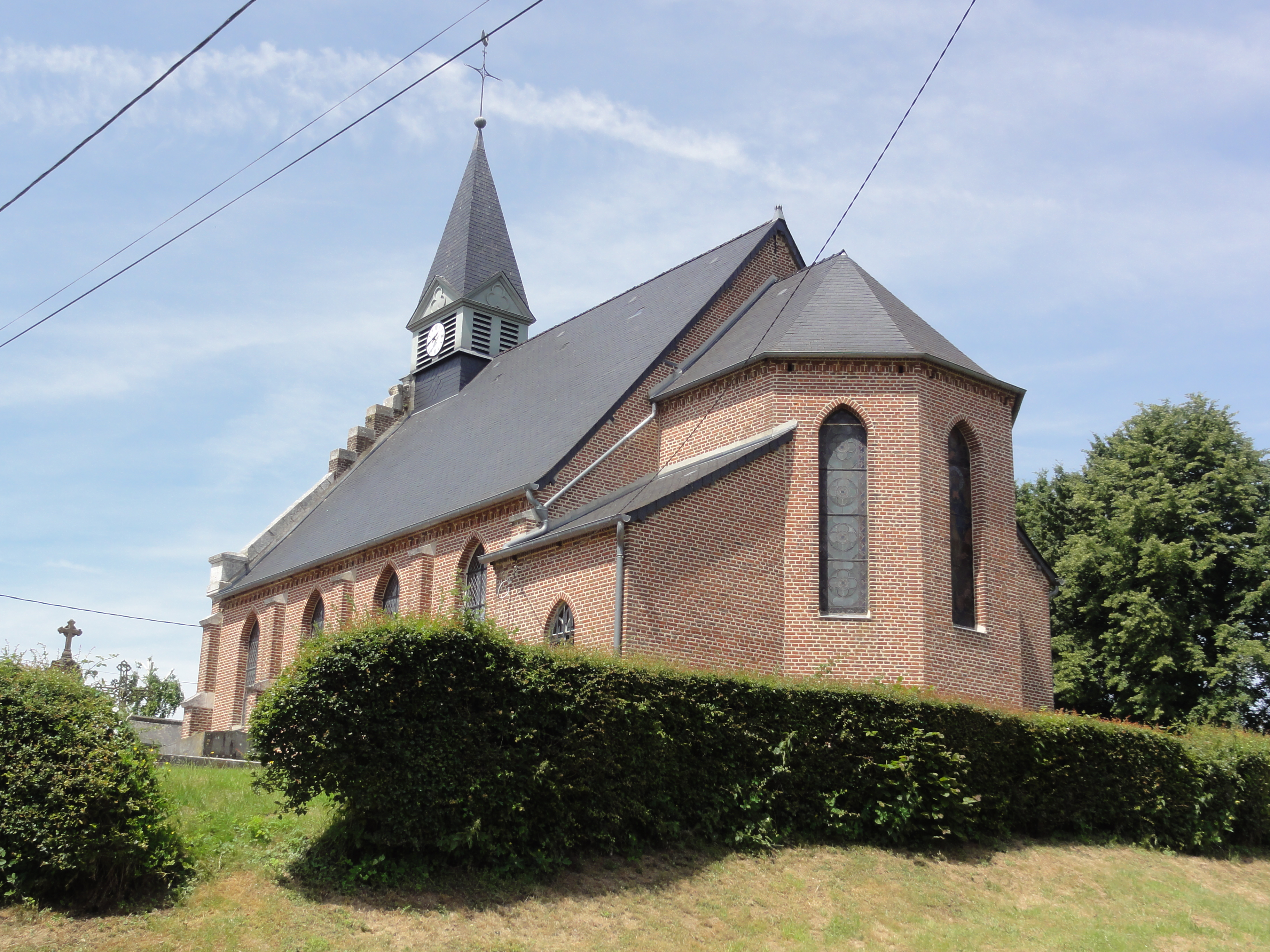
Kirche Saint Michel
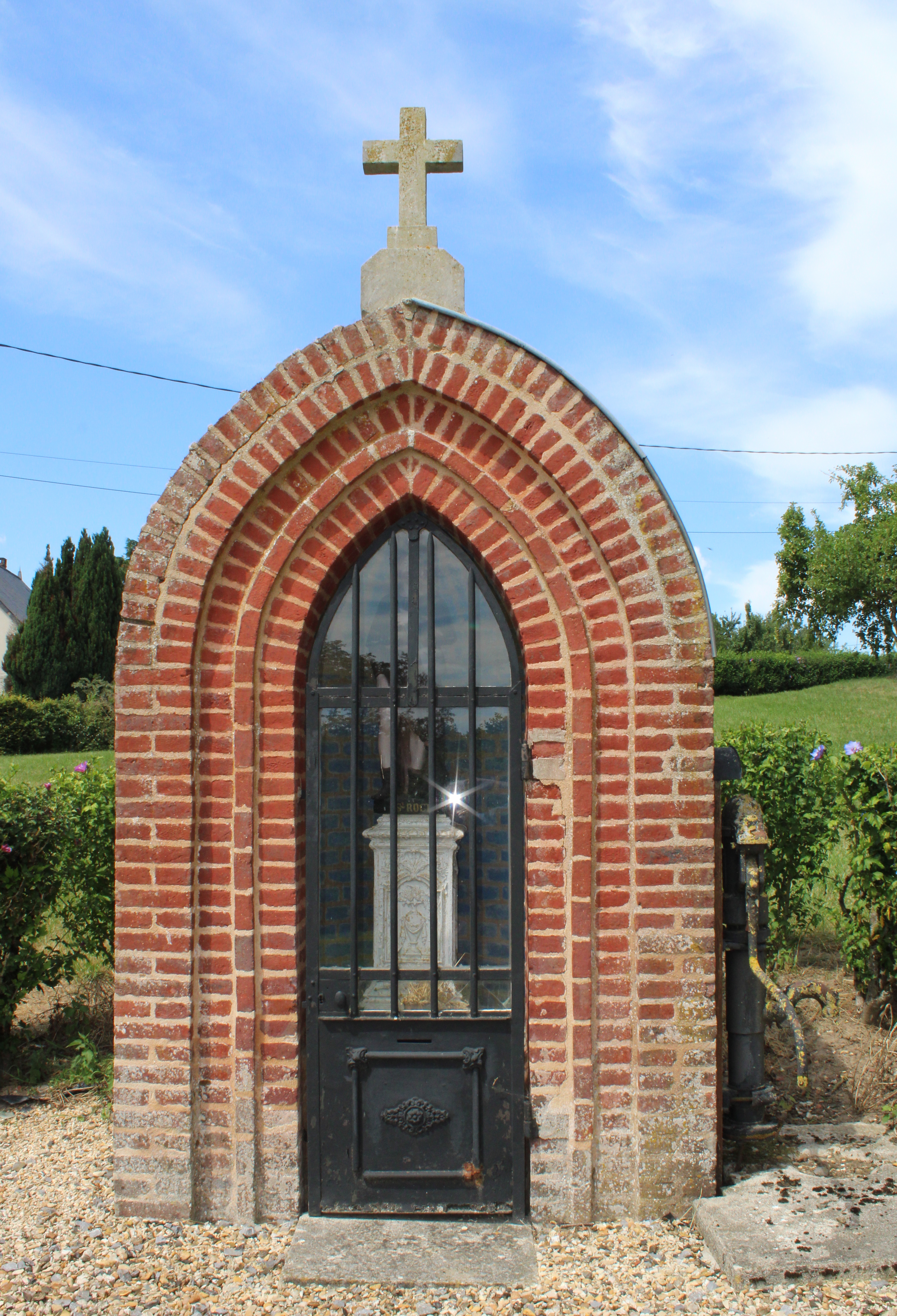
Kapelle Saint-Roch
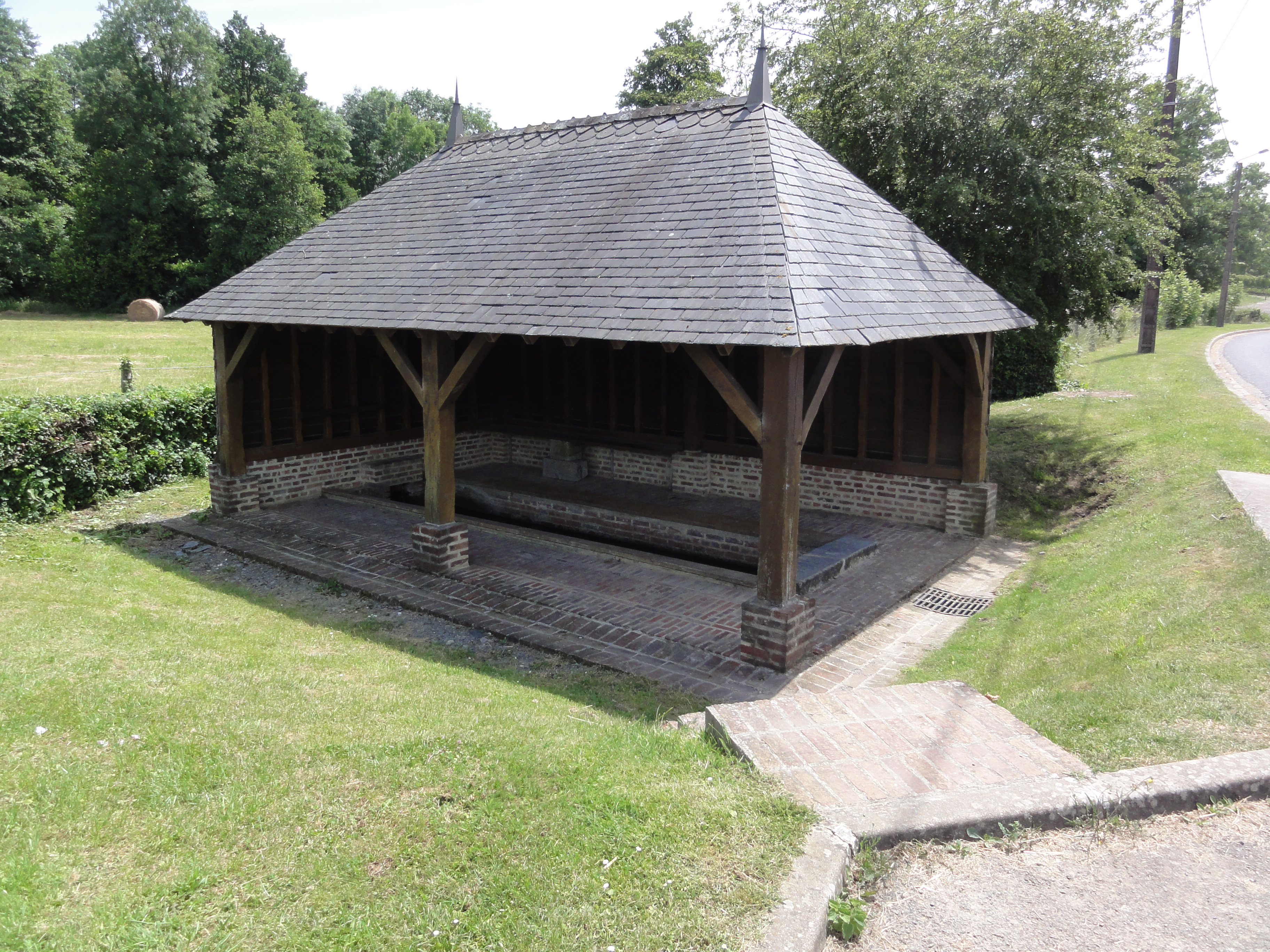
Lavoir